# Cercado (provins i Cochabamba)

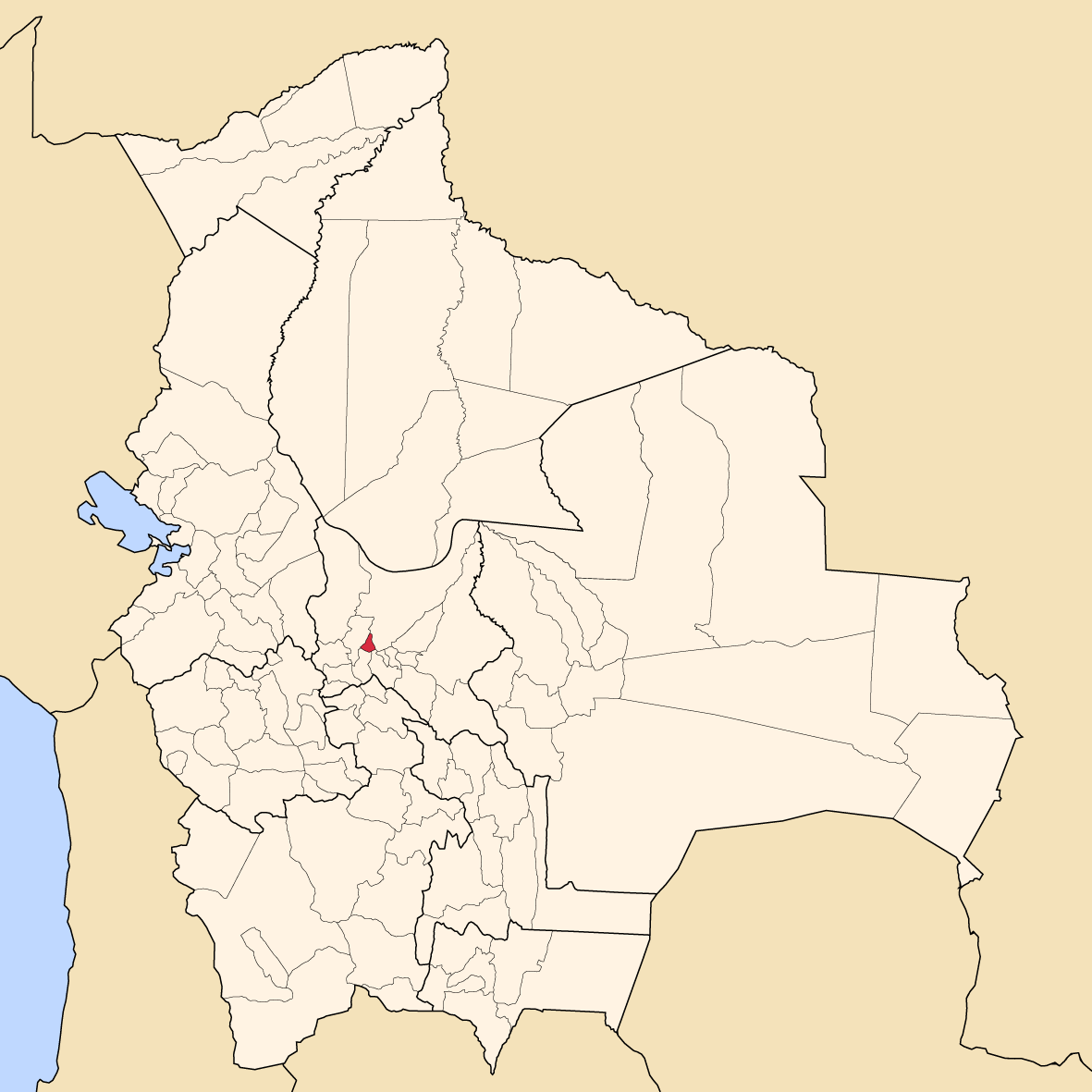
Provinsens läge i Bolivia

Cercado är en provins i departementet Cochabamba i Bolivia. Den administrativa huvudorten är Cochabamba.